# Nemessányi Zoltán
Nemessányi Zoltán magyar jogász, nemzetközi igazságügyi együttműködésért felelős helyettes államtitkár.

## Életpályája

### Tanulmányai
- 1996–2001 Pécsi Tudományegyetem Állam- és Jogtudományi Kar, jogász
- 2006 Jogi szakvizsga
- 2010 PhD fokozat megszerzése
- 2012–2014 Pécsi Tudományegyetem Közgazdaságtudományi Kar Master of Business Administration, közgazdász

### Munkahelyei
- 2001–2006 Egyetemi tanársegéd, PTE ÁJK Polgári Jogi Tanszék
- 2006–2010 Egyetemi adjunktus, PTE ÁJK Polgári Jogi Tanszék
- 2007–2014 Ügyvéd, a Pécsi Ügyvédi Kamara tagja
- 2010–2014 Adjunktus, PTE ÁJK Polgári Eljárásjogi és Jogszociológiai Tanszék
- 2014– Adjunktus, Budapesti Corvinus Egyetem Gazdálkodástudományi Kar Gazdasági Jogi Tanszék

### Társadalmi szerepvállalása
- 2002–től  Német–Magyar Jogászegylet tagja
- 2003 és 2013 között a  HVG-ORAC „Európai Bírósági Ítéletek” című folyóirata szerkesztőbizottságának tagja volt.
- 2008–2013 Jogi Szakvizsga Bizottság tagja, 2013– jogi szakvizsga cenzor
- 2009–2013 A Magánjogot Oktatók Egyesületének elnöke volt
- 2010–2014 A Pécsi Ügyvédi Kamara tagfelvételi bizottságának tagja volt
- 2011–től a  European Law Institute kutatója (fellow)
- 2013–től a polgári perjogi kodifikációs témabizottságok tagja
- 2014–től a  Magyar–Német Jogászegylet elnökségi tagja
- 2014 - a Pécsi Ügyvédi Kamara elnökségi tagja

## Művei
- Kovács Bálint – Nemessányi Zoltán: Esélylatolgatás az első magyar előzetes döntéshozatal iránti kérelem sorsáról
- Csöndes Mónika – Nemessányi Zoltán: Merre tart a magyar civilisztikai jogalkotás a XXI. század elején?, PTE-ÁJK, Pécs, 2010.